# Justus Annunen
Justus Annunen (Kempele, Finlandia, 11 de marzo de 2000) es un jugador profesional finlandés de hockey sobre hielo que se desempeña en la posición de guardameta en Colorado Avalanche, equipo de la National Hockey League (NHL).

## Carrera
Fue seleccionado en la tercera ronda en la NHL Entry Draft de 2018. En 2021 hizo su debut profesional con el equipo Colorado Avalanche, donde lleva jugando tres temporadas.